# Тодор Гечевски
Тодор Гечевски (Кавадарци, СФРЈ, 28. август 1977) је бивши македонски кошаркаш. Играо је на позицији центра.

## Каријера
Гечевски је каријеру почео 1995. у клубу Тиквеш у родним Кавадарцима. Након тога следи играње за Никол Ферт из Гостивара, а између два играња за овај тим кратко је био и у МЗТ-у. У сезони 2002/03. заиграо је за италијански Авелино, а наредну је почео као члан немачког Хагена али се убрзо вратио у Македонију и заиграо за Работнички до краја сезоне 2003/04.
Најуспешнији период у каријери му је био у Задру за који је заиграо 2004. године. Ту се задржао чак пет сезона, освојивши притом два првенства Хрватске и три Купа Крешимира Ћосића, а добио је и част да буде први странац сa капитенском траком Кошаркашког клуба Задар. У сезони 2008/09. био је најбољи играч клуба у УЛЕБ Еврокупу и у регуларом делу такмичења предводио своју екипу са 15,2 поена, 4,6 скокова, 1,9 асистенција по мечу. Гечевском су одличне игре донеле признање у прву петорку Еврокупа.
Године 2009. прешао је у грчки ПАОК, затим је три сезоне играо за МЗТ, да би каријеру завршио у Работничком.
У каријери има пет титула првака Македоније. Најбољи је скакач и играч са највећим бројем индексних поена у историји Јадранске лиге. Гечевски је за најбољег македонског играча проглашаван 2005, 2006. и 2007. године.
Био је део националне селекције која је била четврта на Европском првенству 2011. у Литванији, што је највећи успех репрезентације. Укупно је четири пута наступао на континенталним шампионатима.

## Успеси

### Клупски
- Никол Ферт Гостивар:
  - Првенство Македоније (1): 1999/00.
  - Куп Македоније (1): 2002.
- Работнички:
  - Првенство Македоније (1): 2003/04.
  - Куп Македоније (2): 2004, 2015.
- Задар:
  - Првенство Хрватске (2): 2004/05, 2007/08.
  - Куп Хрватске (3): 2005, 2006, 2007.
- МЗТ Скопље:
  - Првенство Македоније (3): 2011/12, 2012/13, 2013/14.
  - Куп Македоније (3): 2012, 2013, 2014.

### Појединачни
- Идеални тим Еврокупа — прва постава (1): 2008/09.